# マヤ・ディラード
マデリン・ジェーン・ディラード・アンドリューズ（Madeline Jane DiRado Andrews、1993年4月5日 - ）は、アメリカ合衆国カリフォルニア州サンタローザ出身の女子競泳選手。リオデジャネイロオリンピック200m背泳ぎ・800mフリーリレー金メダリスト。

## 経歴
2015年世界水泳選手権では400m個人メドレーと200m個人メドレーに出場し、400m個人メドレーで銀メダルを獲得した。
リオデジャネイロオリンピックでは4種目に出場した。200m背泳ぎと800mフリーリレーでは金メダル、400m個人メドレーでは銀メダル、200m個人メドレーでは銅メダルを獲得した。